# Światowa Liga Antykomunistyczna
Światowa Liga Antykomunistyczna (ang. World Anti-Communist League (WACL)) – organizacja założona w 1966 w Tajpej na Tajwanie. Od 17 września 1994 roku znana jako Światowa Liga dla Wolności i Demokracji.
Inicjatorem powołania Ligi był dyktator Tajwanu Czang Kaj-szek. WACL zajmował się wspieraniem zarówno finansowym i materialnym organizacji prawicowych w walce z komunizmem. Duży udział w tworzeniu WACL miał wywiad południowokoreańskiej dyktatury prezydenta Park Chung-hee tzw. KCIA (Koreańska Centralna Agencja Wywiadowcza) oraz Kościół Zjednoczeniowy. Prowadzono również szkolenia z zakresu wojny psychologicznej. WACL co roku odbywała kilkudniowe konferencje. Liga miała osiem oddziałów regionalnych, w jej skład wchodzili przedstawiciele z ok. 100 krajów z sześciu kontynentów. Ruch przez Ligę Przeciwko Zniesławieniu został określony jako "punkt kontaktu dla ekstremistów, rasistów i antysemitów".
Jednym z najbardziej aktywnych oddziałów WACL był, założony w 1980 przez Gen. Johna Singlauba, the United States Council for World Freedom (USCWF), który reprezentował Stany Zjednoczone. Gen. John Singlaub był przewodniczącym WACL od 1984 do 1986. W 1980 w Radzie Dyrektorów USCWF zasiadał senator John McCain. WACL popierali prezydenci USA: Jimmy Carter i Ronald Reagan. WACL  była szczególnie aktywna w Ameryce Łacińskiej, gdzie np. wspierała działalność antykomunistycznej partyzantki Contras w Nikaragui. Po upadku komunizmu w Europie Wschodniej w latach 1989-1991, cele WACL, przynajmniej w Europie, stały się mniej oczywiste. Mimo późniejszej nazwy do ligi należały organizacje, osoby związane z autorytaryzmem i radykalizmem tj. dyktator Argentyny w latach 1976-1981 Jorge Rafael Videla w czasie rządów prezydenta miała miejsce tzw. brudna wojna, dyktator Filipin Ferdinand Marcos, japoński działacz faszystowski Ryoichi Sasakawa, czy znany z neonazistowskich sympatii i poparcia dla eugeniki brytyjski naukowiec Roger Pearson. W 1985 organizacja ogłosiło, że w organizacji działa coraz mniej antysemitów, rasistów czy neofaszystów.
Ze strony Polski w konferencjach WACL brali udział przedstawiciele Konfederacji Polski Niepodległej, Włochy reprezentowane były przez neofaszystowski wówczas Włoski Ruch Społeczny i jednoznacznie faszystowską Gwardię Narodową, Niemcy reprezentował neonazistowski ruch "Grupa Paladyna" utworzony przez Otto Skorzeny podczas jego pobytu we frankistowskiej Hiszpanii.